# Тимофеевка (Омская область)
Тимофеевка — упразднённая деревня в Седельниковском районе Омской области. Входила в состав Кейзесского сельского поселения. Исключена из учётных данных в 1999 г.

## География
Располагалась на ручье Становая, в 9 км к юго-западу от села Кейзес.

## История
Основана в 1879 г. В 1928 году состояла из 65 хозяйств. В административном отношении являлась центром Тимофеевского сельсовета Седельниковского района Тарского округа Сибирского края.

## Население
По данным переписи 1926 г в деревне проживало 327 человек (138 мужчин и 189 женщин), основное население — русские.

## Хозяйство
По данным на 1991 г. деревня являлась бригадой колхоза «Первое мая».